# Adal Ramones
Adalberto Javier Ramones Martínez (Monterrey, Nuevo León, 3 de diciembre de 1961), conocido por su nombre artístico Adal Ramones, es un presentador, actor y productor de televisión mexicano, que además ha realizado labores como creador de contenidos, escritor y director de escena.
Además de su late show Otro rollo, ha conducido: Bailando por un sueño, Cantando por un sueño, Teletón México, y La Academia entre muchos otros.

## Televisión
Comienza su experiencia en televisión como director de comerciales, así como programas infantiles como Qué payasos, El espacio de Cositas, Valores Juveniles y Desfile de Navidad con las Estrellas.[cita requerida]

### Otro rollo con: Adal Ramones (1995-2007)
Otro rollo logró ser uno de los programas de espectáculos de horario nocturno más visto en México, después de aquellos que a mediados del decenio de 1990 conducía Verónica Castro en la misma cadena televisora (por ejemplo, Mala noche... ¡no!). Este programa, del tipo late show, había nacido como un proyecto de bajo presupuesto para televisión por cable de la Ciudad de Puebla en julio de 1995. Debido a su éxito, en mayo de 1999 se le invita a otro canal de la misma televisora, Canal 5, en televisión abierta, en horario estelar y con mayor presupuesto.
Al programa asistieron artistas y personalidades de fama internacional, entre los que destacan: Coldplay, Don Francisco, Bon Jovi, Chayanne, Britney Spears, Sylvester Stallone, Fernando Colunga, Maná, Christina Aguilera, José Luis Perales, Cristian Castro, Gloria Trevi, Ricky Martin, Rocío Dúrcal, Fey, 'N Sync, Backstreet Boys, Ricardo Arjona, Jaguares, Daddy Yankee, Elán, Westlife, Elton John, Will Smith, Shakira, Juanes, Salma Hayek, Luis Miguel, Miguel Bosé, Yuri, Thalía, Robbie Williams, Mónica Naranjo, Diego Armando Maradona, Gloria Gaynor, t.A.T.u., Jaime Maussan, Paul Van Dyk, Arnold Schwarzenegger, MDO, entre otros.
A la última transmisión asistió el presidente de grupo Televisa Emilio Azcárraga Jean y Joaquín López-Dóriga presentador de noticias se enlazó al programa desde su noticiero para toda la República Mexicana en el canal 5 y el Canal 2. Además, una llamada telefónica con el entonces presidente de la República Felipe Calderón Hinojosa (2006-2012), el cual agradeció al conductor el haber brindado entretenimiento a los televidentes. El late show fue transmitido por última ocasión el 8 de mayo de 2007. 
Durante varios años se especuló sobre el posible regreso del late show, pero no fue hasta el año 2014, cuando el propio conductor confirmó que "Otro Rollo" no volvería a la televisión, sin embargo él regresaría con un nuevo talkshow.

### (2005-2015) Realitys "Bailando y Cantando por un sueño" y demás programas
En 2005 condujo la primera y segunda edición de Bailando por un sueño y en 2006 de Cantando por un sueño y Los reyes de la pista, junto a Liza Echeverría así como el especial Los reyes del show en el mismo año. 
Después de Otro Rollo protagonizó en 2007, la serie de comedia ¿Y ahora qué hago? que no obtuvo gran respuesta por parte del público siendo cancelada el mismo año. 
Entre 2007 y 2009 participó en Plaza Sésamo como él mismo.
En 2008 fue presentador junto a Patricia Manterola del programa El show de los sueños: Sangre de mi sangre.
En 2010 fue conductor del programa Décadas, junto a Alan Tacher. Transmitido los domingos por el Canal de las Estrellas, que fue sacado del aire por baja audiencia y críticas muy severas por parte de la prensa nacional.
Entre el 2013 y 2014 tuvo un personaje recurrente en la serie Sr. Ávila producida por HBO Latinoamérica.
En marzo de 2014, Ramones confirmó que el programa "Otro Rollo" no volvería a la televisión, sin embargo el regresaría con un nuevo talkshow sabatino llamado "Adal el show" y que se comenzaría a transmitir en agosto del mismo año, después de la Copa Mundial de Fútbol de 2014.  Sin embargo el 10 de septiembre de 2014 confirmó la cancelación del mismo por problemas de presupuesto pero aseguró que tanto él como los ejecutivos estaban tratando de llegar a un acuerdo.
En 2015 Ramones se presentó en la Feria de Puebla donde dijo en conferencia de prensa que se encontraba afinando los últimos detalles con Televisa para lo que sería su nuevo programa. “Está cocinándose una idea, ya me la pidió Televisa, hace una semana me volvieron a hablar para decirme, preséntanos el presupuesto. Ya se los mandé, y yo creo, que sí, se está cocinando el regreso de tu servidor”. Descartó que la producción retomaría el nombre de Otro rollo pero afirmó que el contenido de su nuevo proyecto sería similar.
Después de darse a conocer la noticia, la prensa manejo el nombre de "Adal Ramones Regresa" un programa que se transmitiría todos los sábados a las 22:00 horas a través de El Canal de las Estrellas. Pero este nunca se confirmó.

### (2015) Adal El Show
El 28 de mayo de 2015 Adal Ramones dio a conocer su regreso a la pantalla chica a través de Twitter, con "Adal Late Show". 
Durante el mes de agosto el programa se comenzó a promocionar "Adal El Show" con fecha de estreno el 29 de agosto de 2015 por El Canal de las Estrellas y el cual incluiría cápsulas, entrevistas con diversos invitados y contenido en vivo.
Salió del aire el 16 de abril de 2016.

### TV Azteca (2018-2020)
En mayo de 2018, confirmó su llegada a TV Azteca para conducir La Academia en su gran regreso a la televisión mexicana, a través del canal Azteca Uno, dicho regreso fue todo un éxito para el reality show.
Condujo dos exitosas temporadas de La Academia, en 2018, 2019 y hasta inicios del 2020 donde culminó el reality.
Luego de conducir su primera Academia es invitado a formar parte del jurado de México Tiene Talento en 2019 donde fue otro éxito más para el conductor, quién en este proyecto regresaría a lado de Horacio Villalobos esta vez juntos como jueces del Reality show.
"DON'T no lo hagas" fue su tercer y último proyecto que grabaría Adal Ramones en TV Azteca, se grabó en el año 2020 y tan sólo duró 5 semanas al aire del mismo año debido a su cancelación.

## Vida personal
En 1998 contrajo matrimonio con Gaby Valencia, con la cual tuvo dos hijos: Paola y Diego. Se divorció en el año 2013. El 5 de agosto de 2017 contrajo matrimonio con Karla de la Mora, con la cual tuvo un hijo llamado Cristóbal.
En diciembre de 2022, Ramones anunció el embarazo de su esposa, quien resulta ser el segundo hijo que tiene con ella.
El 18 de mayo de 2023, nació su cuarto hijo, Cayetano, convirtiéndose en padre por cuarta vez a los 61 años.

## Premios y reconocimientos
En abril de 2015 se anunció que el 27 de mayo de 2015 Adal Ramones ingresaría al "Salón de la Fama del Humor Hispano" que se establecería en una pared en el Paseo de las Artes de la ciudad de Doral, siendo la primera persona en recibir este reconocimiento. El ingreso del comediante fue pospuesto para el 26 de septiembre de 2016.
Como empresario, ha llevado la franquicia La Bodeguita del Medio a Costa Rica.
En Costa Rica, interpretó a Malavassi, el antagonista de la película Maikol Yordan de viaje perdido, la más taquillera en la historia de dicho país.[cita requerida]

## Programas y series de televisión
- Ojitos de huevo (2024)[13]
- Mi Famoso y Yo (2023) Conductor[14]
- DON'T No Lo Hagas (2020) Conductor
- México Tiene Talento (2019) Juez
- La Academia (2018 - 2020) Conductor
- Protagonistas de nuestra tele (2017) jurado
- Hoy (2015)
- Adal El Show (2015-2016) Él mismo (conductor)
- STANDparados (2013-2016) Él mismo (conductor y monologuista)
- Décadas (2010) Conductor
- Mujeres asesinas 3 Elvira y Mercedes Justicieras (2010) - Domingo Martínez
- Diseñador de ambos sexos Capítulo 8: ¿Quién diablos es Jordy? (2001) Él mismo
- Cero en Conducta Capítulo Sueños de un Rollero (2000) Él Mismo
- Los Simuladores (México) (2008) Él mismo
- ¿Y ahora qué hago? (2007) Él mismo
- La Jaula (2003) Dr. Ramones
- Otro Rollo con: Adal Ramones (1995-2007)
- Plaza Sésamo (1999) Él mismo / personajes del elevador

## Telenovelas
- Por amar sin ley (2018).... Alberto Argudín[15]
- Rebelde (2004-2006)....Adal Ramones
- Amor real (2003)....Dueño del circo
- DKDA (1999-2000)..... Él mismo
- Confidente de secundaria (1996)..... Ramiro[16]
- Agujetas de color de rosa (1994-1995)..... Él mismo

## Películas
- El Poderoso Victoria (2022).... Raúl Martinez
- Reyes Magos vs Santa (2022)....Alcalde Sandoval/Krampus
- Cuarentones (2022)....Paolo
- Hasta que la boda nos separe (2018)....Adal
- Una comedia macabra  (2017)....Damián
- No manches Frida (Profesor de reemplazo) (2016)...Sr. Valdés
- Maikol Yordan de viaje perdido (2014)
- Cantinflas (2014)... Fernando Soto "Mantequilla"
- Road to Juárez (2013)
- Salvando al soldado Pérez (2011)
- Martín al Amanecer (2010)
- Santos peregrinos (2004)....Nicandro
- Puños rosas (2004)....Álvaro
- Marinela And Goodboy (2020-)... Adal

## Teatro
- DOS MÁS DOS (2018-2021)....Adrián
- El joven Frankenstein (2016)....doctor Frankenstein[17]
- Tiro de gracia (2012)[18]
- Los productores (2006)....Leo Bloom[19]
- Sueños de un seductor (2003)....Allan Felix[20]
- Sueños de un seductor (2000)....Allan Felix

## Otros
- Premio lo Nuestro a la música latina 2004 (2004)
- Teletón (2002-2004)
- Teleton El Salvador (2001-2006) (2008-2015)

## Doblaje
- Marcianos vs. mexicanos Película animada, doblaje (2018)....El Chacas
- El Americano: The Movie Película animada, doblaje (2016)....Pancho "Trueno" González
- El misterio del tercer planeta Película animada, doblaje (2015)....Dr. Carámundo
- Hijo de Dios Película, doblaje (2014)....Simón el fariseo[21]
- Pocoyo y el circo espacial Película animada, doblaje (2009) - Narrador
- Little Spirit: Christmas in New York Película animada, doblaje (2008)....taxista/narrador (voz)
- Pocoyo Serie animada, doblaje (2005-2010)....Narrador[22]
- Stuart Little 3 Película animada, doblaje (2004)....Stuart Little
- Stuart Little 2 Película, doblaje (2002)....Stuart Little
- Como perros y gatos Película, doblaje (2001)....Lou
- Stuart Little Película, doblaje (1999)....Stuart Little
- Bichos, una aventura en miniatura Película animada, doblaje (1998)....Francis
- Plaza Sésamo Serie de TV, doblaje (1993)....Conductor del concurso de la fruta (un ep.)
- Beach Buggy Show Serie de TV, doblaje (2012-2015).... Disco Jimmy